# Joël Karekezi
Joël Karekezi es un guionista, director y productor de cine ruandés. Su cortometraje The Pardon, sobre la reconciliación después del genocidio de Ruanda de 1994 contra los tutsis, ganó el premio Golden Impala en el Festival de Cine de Amakula en Uganda. En 2011 se realizó la versión largometraje, presentada en el Festival Internacional de Cine de Gotemburgo, y más tarde en otros festivales de cine internacionales como el Festival Internacional de Cine de Seattle (2013), Festival Internacional de Cine de Chicago y FESPACO.

## Biografía
Karekezi nació el 12 de diciembre de 1985 en Rubavu, Ruanda. Su padre murió durante el genocidio, luego de este hecho él se refugió en el Congo, donde encontró a uno de sus primos. Aprendió a escribir guiones en el Laboratorio de Cine Maisha en 2009. Tiene un diploma en dirección cinematográfica de la escuela de cine canadiense en línea CineCours.

## Carrera profesional
Después de asistir al Maisha Film Lab, dirigió su cortometraje The Pardon, ganador del premio The Golden Impala en el Amakula Film Festival en Uganda. En 2010 se presentó en el Festival Internacional de Cine de Durban, Festival de Cortometrajes Images That Matter en Etiopía, Festival de Cine de Kenia, Festival Internacional de Cine de Zanzíbarr y Festival de Cine Africano de Silicon Valley en California, donde ganó como Mejor Cortometraje.
La película Imbabazi: The Pardon, está basada en los mismos personajes, se realizó con un presupuesto bajo y se filmó en Uganda.
Su siguiente proyecto "Mercy of the Jungle", se presentó en la Fabrique des cinemas du Monde en el Festival de Cine de Cannes 2013. El guion ganó el premio CFI Best Audiovisual Award por el proyecto audiovisual más prometedor en el Durban FilmMart 2012. Otros de sus proyectos incluyen: Les jeunes à la poursuite du travail, 2009; Superviviente, 2010; y Ntukazime Nararokotse, 2010.